# 俄伊战争 (1651年—1653年)
俄伊战争，又称俄波战争，是1651-1653年俄国罗曼诺夫王朝與伊朗薩非王朝在北高加索的軍事衝突。伊朗的目的是加強其在該地區的地位，並向俄国控制的土地幾次戰役，以驅逐俄军。1653年沙皇阿列克谢·米哈伊洛维奇曾想增兵但最後決定和平解決衝突，沙阿阿拔斯二世也同意講和，說明該衝突是未經他的同意下啟動。

## 其他戰爭
當時伊朗正與莫臥兒帝國爭奪坎大哈，同樣俄國正準備與波蘭立陶宛聯邦的戰爭，因此和平對雙方也必要。

## 解決
在1653年8月朝臣王子伊凡·洛巴諾夫-羅斯托夫和管家伊凡·庫米寧專程從阿斯特拉罕到伊朗。在1654年4月大使會見了伊朗國王。由於俄伊談判和妥協的結果，衝突被撲滅。在1654年10月大使返回俄國。

## 後果
叔曾斯基堡壘的淪陷導致伊朗加強了位置，沙阿增加了對高地的壓力，並於1658年宣布在庫梅克人的土地上建造了兩個堡壘。這激起了高加索山民與波斯之間尖銳的對抗。